# Sam French
Sam French é um cineasta americano. Como reconhecimento, foi nomeado ao Oscar 2013 na categoria de Melhor Curta-metragem por Buzkashi Boys.